# Vadu Vejei, Iași
Vadu Vejei este un sat în comuna Țibana din județul Iași, Moldova, România.